# 旺角揸Fit人
英雄赤女2之當今霸主，黑色幽默動作片，查傳誼導演，吳鎮宇、李麗珍、丁子峻、蘇志威、張睿羚、陳寶蓮、林尚義等主演。

## 劇情簡介
生命垂危的黑社會混混叻君訴說了他被出賣被背叛的一生。曾經天真的叻君被騙入黑社會，投身於無良心的黑社會老大的門下，被朋友出賣，惹出了不少麻烦。叻君终於改過自新，加入了老大龍哥的門下，卻還是被朋友、情人相繼背叛。叻君被龍哥誣陷後逃亡到了日本，在日本娶妻生子。不料龍哥雇用山口組殺手把已有身孕的妻子殘忍殺害，導致叻君內心有極大的改變，叻君變得殘忍無情。都是因為這一連串的悲慘遭遇，是黑社會的嗜血把叻君逼到了現在的狀況。
当垂死的叻君从死神中挣脱回来时，他的叙述有了颠覆性转变：叻君調戲服裝師女兒未遂，便殺害服裝師，將她賣到中東當性工作者；教唆年輕晚輩加入黑社會；作惡多端，但每次都能大難不死、毫髮無傷；为了達成目的，刺殺弟兄、勾義嫂、挪用公款、殺老大、弒父；為了自己，可以出賣朋友、利用別人。叻君的行徑導致仇家過多，成为众矢之的。叻君被眾仇家追殺之際，一名打扮時髦的神秘女子驅車救出叻君並開到裊無人煙的地方。這個神秘女子就是服裝師之女，為了親手報仇才帶叻君到無人之地，最後槍殺阿君。

## 人物角色
| 角色名稱       | 演員   | 備註                                                                  |
| -------------- | ------ | --------------------------------------------------------------------- |
| 叻君           | 吳鎮宇 | 尚義哥的逆子（真正的我版本）                                          |
| 茶餐廳／車仔麵 | 李麗珍 | 茶餐廳小妹／叻君妻子（從前的我版本）；新聞報導員（真正的我版本）      |
| 蘇威           | 蘇志威 | 癮君子（從前的我版本）；酒廊歌手，後被叻君刺殺（真正的我版本）        |
| 林峰           | 丁子峻 | 警員（真正的我版本）                                                  |
| 裁縫女         | 張睿玲 | 片末為報復，設局營救叻君並開槍打死他（真正的我版本） 粵語配音：陸惠玲 |
| 護士           | 陳寶蓮 | （真正的我版本）                                                      |
| 尚義哥         | 林尚義 | 牧師，叻君之父，後被叻君以酒瓶殺害（真正的我版本）                    |
| 龍哥           | 陳惠敏 | 叻君的前大哥，與其糾纏期間墮樓身亡（真正的我版本） 粵語配音：楊捷康   |
| 林Sir          | 陸劍明 | （從前的我版本）                                                      |
| 高利王         | 八両金 | （真正的我版本）                                                      |
| 旺角徐淇安     | 梁焯滿 | （從前的我版本）                                                      |
|                | 黃華和 | 警員（真正的我版本）                                                  |
|                | 林偉雄 | 社團輩份（真正的我版本） 粵語配音：張炳強                             |
|                | 施露華 | 律師（真正的我版本）                                                  |
|                | 何柏光 | 裁縫女父親（真正的我版本） 粵語配音：楊捷康                           |

## 電影歌曲

### 主題曲
| 歌名     | 演唱者 | 作曲／編曲 | 填詞   |
| 〈聽話〉 | 草蜢   | 蔡一智     | 黃偉文 |

## 奬項
| 年份   | 頒獎典禮                  | 獎項       | 名字   | 結果 |
| ------ | ------------------------- | ---------- | ------ | ---- |
| 1996年 | 第3屆香港電影評論學會大獎 | 最佳男演員 | 吳鎮宇 | 獲獎 |
| 1996年 | 第3屆香港電影評論學會大獎 | 推薦電影   |        | 獲獎 |
| 1997年 | 第16屆香港電影金像獎      | 最佳編劇   | 鍾繼昌 | 提名 |

## 外部連結
- 香港影庫上《旺角揸Fit人》的資料（繁體中文）
- 開眼電影網上《旺角揸Fit人》的資料（繁體中文）
- 时光网上《旺角揸Fit人》的資料（简体中文）
- 豆瓣电影上《旺角揸Fit人》的資料 （简体中文）
- 爛番茄上《旺角揸Fit人》的資料（英文）
- AllMovie上《旺角揸Fit人》的资料（英文）
- 互联网电影数据库（IMDb）上《旺角揸Fit人》的资料（英文）